# Katheter

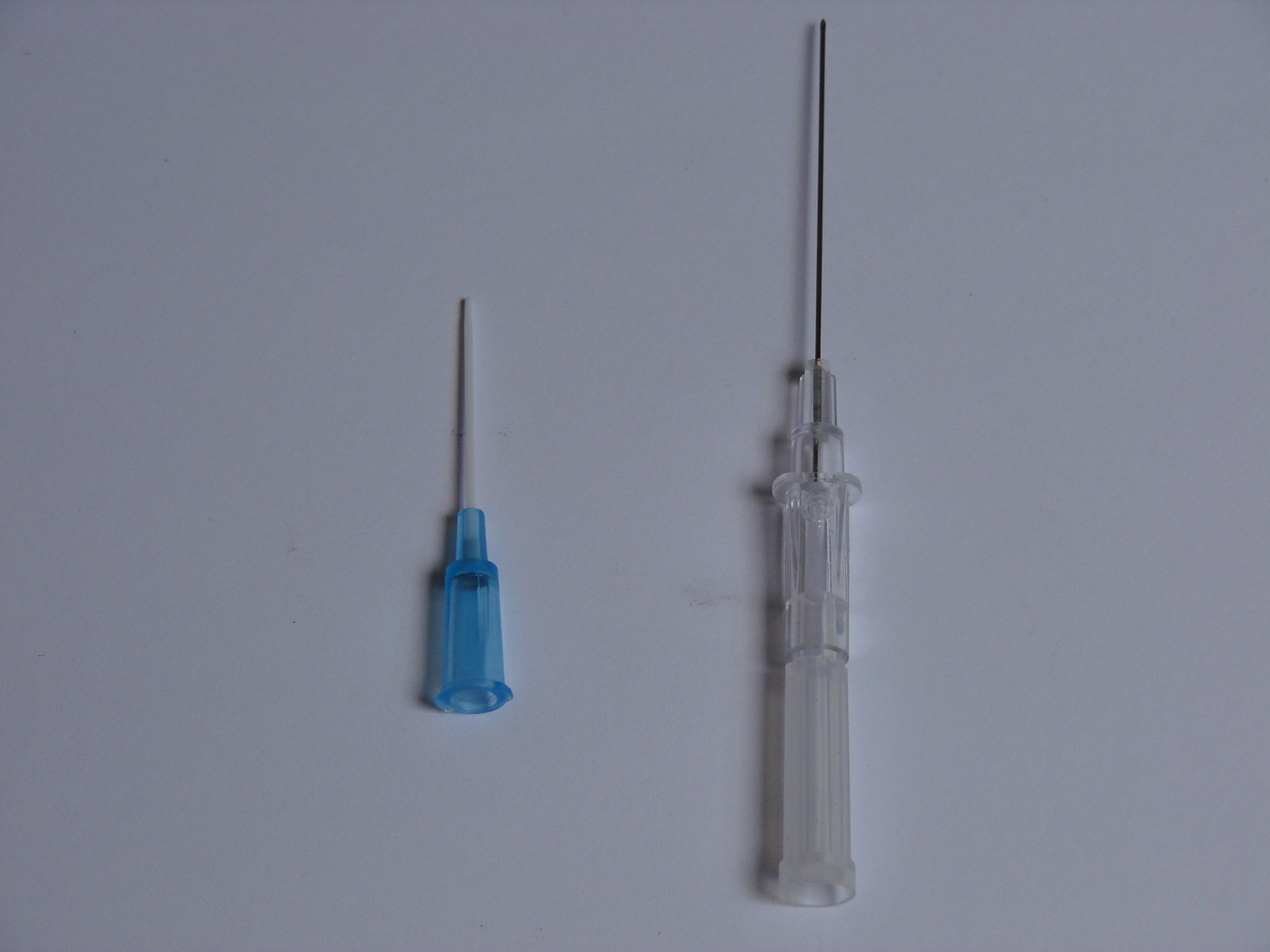
Katheter voor het intraveneus toedienen van vloeistoffen.

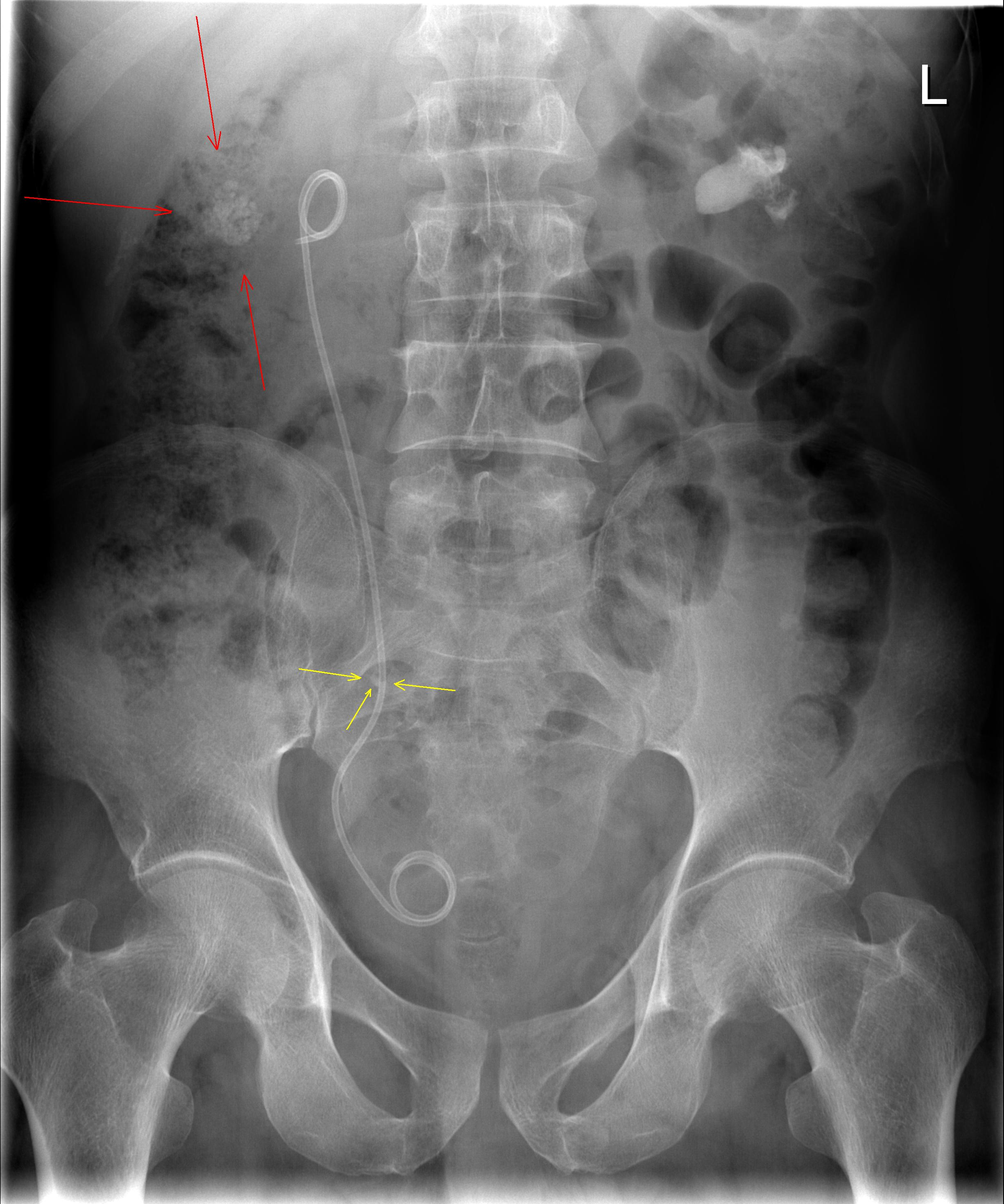
Dubbel-J-katheter

Een katheter is een medisch hulpmiddel, een buisje dat door medisch personeel in het lichaam ingebracht kan worden; dit inbrengen wordt katheterisatie genoemd. Een katheter is meestal een dun, buigzaam buisje, een "zachte" katheter; soms is hij groter en hard: een "harde" katheter.
Een katheter kan geplaatst of gebruikt worden:
- om urine te draineren uit de blaas bij een blaaskatheterisatie, soms Foley-katheter genoemd
- om urine te draineren van de nier naar de blaas, dubbel-J-katheter genoemd
- voor zelfdilatatie om te voorkomen dat er opnieuw een vernauwing van de urinebuis optreedt
- om intraveneus vloeistoffen, medicatie of voeding toe te dienen
- in de kransslagaderen van het hart, voor PTCA
- in het hart zelf (hartkatheter), voor angiografie of voor de diagnose en behandeling van hartritmestoornissen
- om kleurstoffen te injecteren in de bloedbaan met de bedoeling problemen op te sporen, zoals bij een angiografie
- om rechtstreeks de bloeddruk te meten in een ader of slagader
- om lokale anesthetica of andere medicijnen voor epidurale verdoving rechtstreeks te infunderen
- om ongewenste vloeistoffen af te zuigen uit de luchtwegen (met een harde katheter)
- om een dodelijke injectie toe te dienen
- om iemand te voeden via een PEG-katheter
- om een stent in de galwegen te plaatsen, als dit niet mogelijk is via een ERCP[bron?]
- om een verstopt bloedvat in de hersenen weer doorgankelijk te maken[1]

## Trivia
- William P. Murphy Jr. was de ontwerper en constructeur van diverse medische apparaten en hulpmiddelen, zoals de hartkatheter